# Hylesia ebalus
Hylesia ebalus är en fjärilsart som beskrevs av Pieter Cramer 1775. Hylesia ebalus ingår i släktet Hylesia och familjen påfågelsspinnare. Inga underarter finns listade i Catalogue of Life.

## Bildgalleri

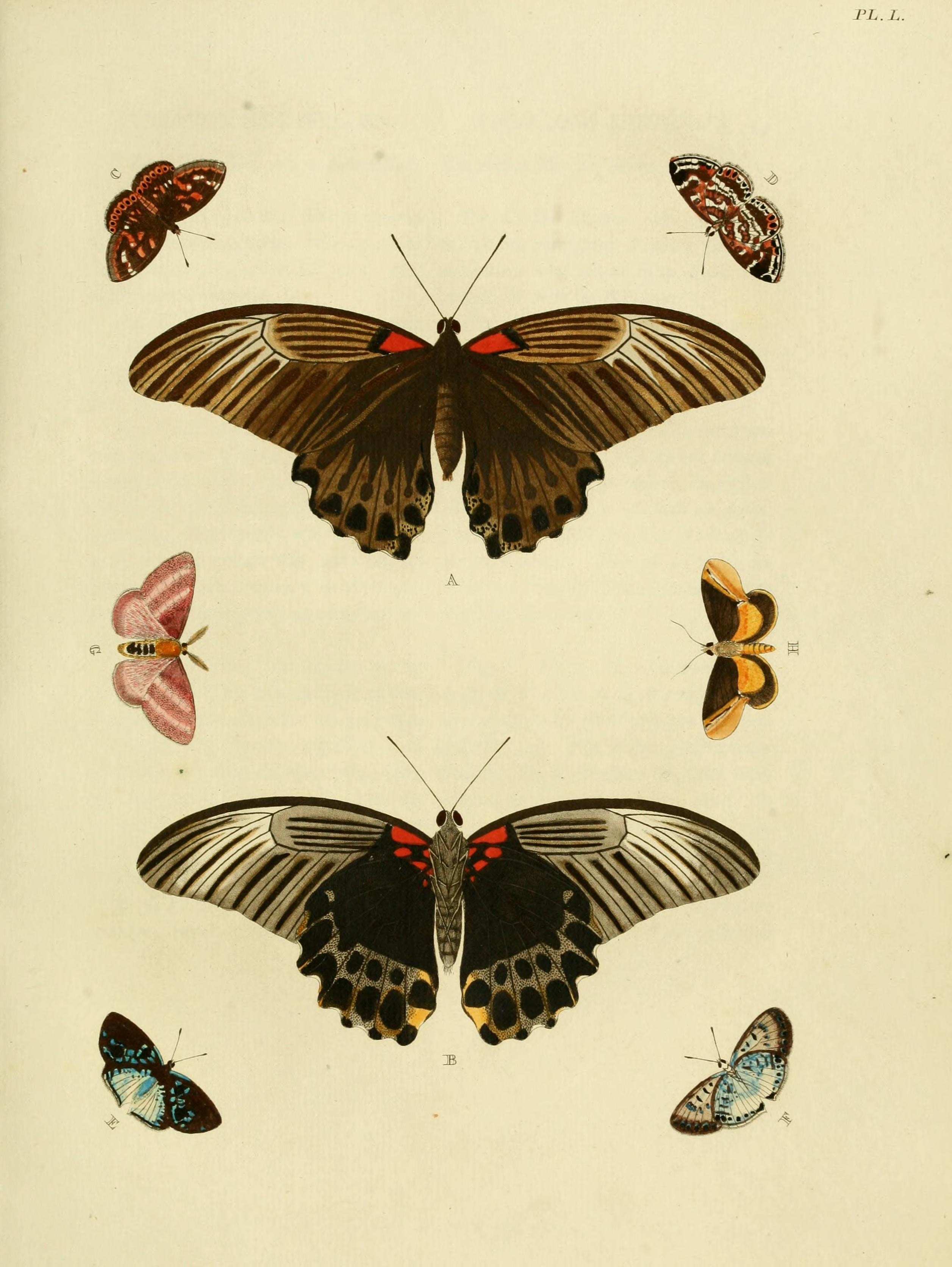